# Galerija umjetnina "Branislav Dešković"
Galerija umjetnina "Branislav Dešković" je galerija u mjestu Bolu na otoku Braču, osnovana 1963. godine.
Ime je dobila po umjetniku Branislavu Deškoviću, čija su djela izložena u ovoj galeriji.
Galerija smještena je u palači s konca 17. stoljeća građenoj u renesansnom i baroknom stilu.
U njoj su izložena djela suvremene hrvatske umjetnosti. U stalnoj postavi ove galerije se nalazi preko 300 umjetnina. Izložena su djela: Grge Antunca, Ive Dulčića, Nevenke Đorđević, Raoula Goldonija, Ljube Ivančića, Ante Kaštelančića, Velibora Mačukatina, Ivana Meštrovića, Jerolima Miše, Ede Murtića, Tome Rosandića, Marina Tartaglie, Dalibora Parača, Šime Perića, Jurja Plančića, Otona Postružnika, Miljenka Stančića, Frane Šimunovića, Ive Šebalja, Slavka Šohaja, Emanuela Vidovića i drugih.
Također, galerija je mjestom povremenih izložbi.